# شتاده (قضاء)
شتاده هي قضاء (Landkreis) في ولاية ساكسونيا السفلى، ألمانيا. مقرها مدينة شتاده، وهي جزء من منطقة هامبورغ الحضرية.

## التاريخ
تأسست مقاطعة شتاده عام ١٩٣٢ بدمج ثلاث مقاطعات سابقة أصغر حجمًا.